# Zhongmou
Zhongmou (Chinees: 中牟; pinyin: Zhōngmù)  is een arrondissement in de prefectuur Zhengzhou in de provincie Henan van de Volksrepubliek China. Bij de volkstelling in 2020 had Zhongmou 1.415.000 inwoners. 
De bevolking groeit snel, tussen 2010 en 2020 was het aantal inwoners verdubbeld. Vooral in de westelijke subdistricten die direct grenzen aan de stad Zhengzhou neemt de verstedelijking sterk toe. In het oosten grenst Zhongmou aan de antieke Chinese hoofdstad Kaifeng.
De Slag bij Guandu bij vond plaats in 200 n.Chr. in het noordoosten van Zhongmou.
In november 2004 werd de staat van beleg afgekondigd in Zhongmou om dodelijke etnische conflicten tussen Han- en Hui-Chinezen te onderdrukken.  Het gerapporteerde aantal doden varieerde tussen de 7 en 148.